# (1227) Geranium
(1227) Geranium es el asteroide número 1227 perteneciente al cinturón exterior de asteroides. Fue descubierto por el astrónomo Karl Wilhelm Reinmuth desde el observatorio de Heidelberg, el 5 de octubre de 1931. Su designación alternativa es 1931 TD. Está nombrado por los geranios, una planta de la familia de las geraniáceas.